# Terranova dei Passerini
Pour les articles homonymes, voir Terranova.
Terranova dei Passerini est une commune italienne de la province de Lodi, dans la région Lombardie.

## Administration
| Période                                  | Période | Identité | Étiquette | Qualité |
| ---------------------------------------- | ------- | -------- | --------- | ------- |
|                                          |         |          |           |         |
| Les données manquantes sont à compléter. |         |          |           |         |

### Communes limitrophes
Turano Lodigiano, Bertonico, Castiglione d'Adda, Casalpusterlengo, Camairago, Codogno